# Der Prignitzer
Der Prignitzer ist eine brandenburgische Tageszeitung.
Sie erschien erstmals 1907 und nannte sich damals Brandenburger Allgemeine – Unabhängige Tageszeitung für das Land Brandenburg. Erscheinungsort war Wittenberge.
Heute wird er vom Zeitungsverlag Schwerin verlegt, der seit 2024 zur baden-württembergischen SV Gruppe gehört.